# Project M
Project M è una mod del picchiaduro del 2008 Super Smash Bros. Brawl per Wii, creato dal gruppo della community di Smash conosciuto come Project M Development Team (PMDT; precedentemente conosciuto come Project M Back Room). È stato progettato per rendere lo stile di gioco di Brawl più simile a quello dei suoi due predecessori, Super Smash Bros. (1999) e Super Smash Bros. Melee (2001), in risposta alle critiche dei fan sulla fisica di Brawl, sul gameplay poco frenetico, l'incisione nei combattimenti di elementi casuali e le meccaniche di alcuni attacchi. Project M reintroduce ai personaggi giocabili Dr. Mario (come skin di Mario), Mewtwo e Roy, che erano presenti in Melee ma non vennero inseriti in Brawl. Inoltre, la mod dota i menù di un'interfaccia ridisegnata e permette di selezionare alcuni personaggi individualmente laddove in Brawl erano disponibili solo come estensione di altri.
Lo sviluppo è cominciato all'inizio del 2010, con modifiche mirate a modificare lo stile di gioco di Falco Lombardi al fine di aumentarne l'accessibilità ai novellini e rendere il personaggio più simile alla sua incarnazione di Melee. Da lì il progetto si è evoluto rapidamente, fino a diventare un vero e proprio miglioramento totale di Brawl: la prima build demo del gioco è stata distribuita il 7 febbraio 2011 ed è stata continuamente aggiornata per 4 anni fino al 1º dicembre 2015, quando il PMDT ha annunciato la chiusura del progetto. La mod ha ricevuto recensioni positive dai recensori, con più di 3 milioni di download e arrivando perfino ad essere usata in tornei ufficiali.